# Impremta Nacional de França

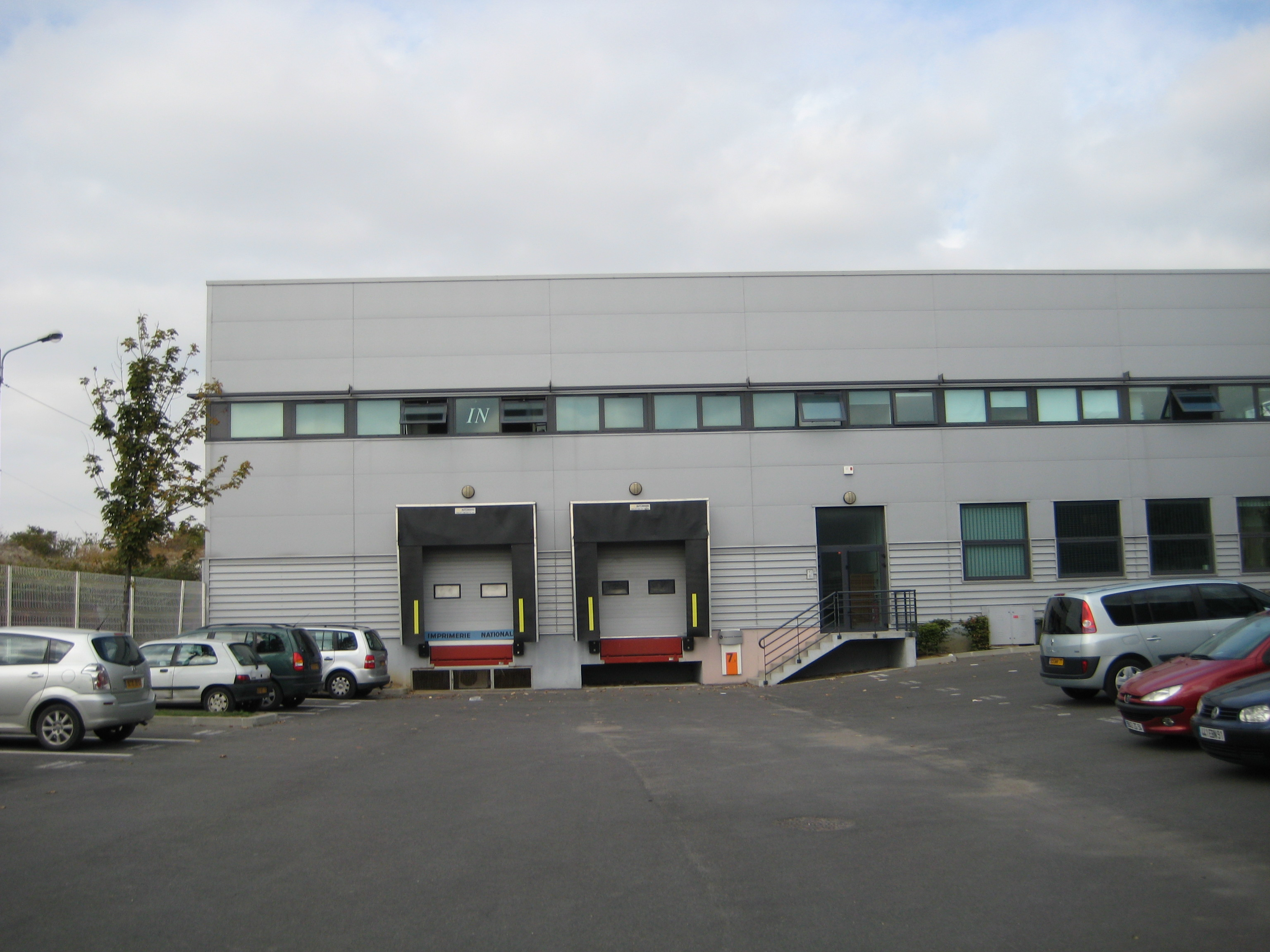
Seu actual de la Impremta Nacional francesa, a Ivry-sur-Seine.

La Impremta Reial francesa (en francès, Imprimerie Royale) és la impremta nacional i fonedora de França. La va manar fer el rei Lluís XIII en 1640 a París. Actualment es diu Impremta Nacional.
Amb la Revolució Francesa de 1789, va passar a ser primer la Impremta Nacional i després la Impremta de la República. Amb la coronació de Napoleó I en 1804 es va convertir en la Impremta Imperial. Després de la Restauració en 1815, va tornar a ser la Impremta Real. En 1814, després de dues revolucions més, de nou la hi va cridar Impremta Nacional, i així va romandre fins avui, excepte de 1852 a 1870, quan amb Napoleó III va tornar a ser la Impremta Imperial.

## Història
Era la propietària dels punxons i de les matrius que van sobreviure de Jean Jannon (l'origen de la majoria de l'univers de fonts Garamond) i una quantitat important de material històric de tipografies en idiomes asiàtics.
Avui en dia dos gravadors de punxons encara treballen allí, produint alfabets per a composició en plom per al seu propi ús. Aquesta petita anècdota sobre els diferents noms que va prendre aquesta impremta, demostra de quina manera aquells objectes i activitats relacionades a l'art d'imprimir, llibres o tipografies, sofreixen els vaivens de la política i la religió.
Es posa de manifest, tal com diu Bringhurst, que la tipografia mai és en solitari, sinó que sempre està immersa en un context cultural i històric.